# Notolomatia nigricephala
Notolomatia nigricephala är en tvåvingeart som först beskrevs av Greathead 1967.  Notolomatia nigricephala ingår i släktet Notolomatia och familjen svävflugor.
Artens utbredningsområde är Eritrea. Inga underarter finns listade i Catalogue of Life.